# Ataşehir Belediyesi Spor Kulübü
L'Ataşehir Belediyesi Spor Kulübü, meglio noto semplicemente come Ataşehir Belediyesi, è una società calcistica turca con sede ad Ataşehir, distretto e comune soggetto al comune metropolitano di Istanbul situato sulla parte asiatica della città.
Il club è maggiormente noto per i risultati ottenuti dalla sua formazione femminile che dalla sua fondazione, è riuscita a vincere due edizioni della Kadınlar 1. Futbol Ligi, massimo livello del campionato turco di categoria, rimanendo costantemente nelle posizioni di vertice del torneo.

## Palmarès
- Kadınlar 1. Futbol Ligi: 2

2010-2011, 2011-2012

## Statistiche

### Risultati nelle competizioni UEFA
| Stagione | Competizione     | Fase                     | Avversario   | Risultato | Risultato | Risultato |
| Stagione | Competizione     | Fase                     | Avversario   | andata    | ritorno   | aggregato |
| -------- | ---------------- | ------------------------ | ------------ | --------- | --------- | --------- |
| 2011-12  | Champions League | gironi di qualificazione | Gintra       | 1-1       | 1-1       | 1-1       |
| 2011-12  | Champions League | gironi di qualificazione | SFK 2000     | 1-4       | 1-4       | 1-4       |
| 2011-12  | Champions League | gironi di qualificazione | Olimpia Cluj | 1-4       | 1-4       | 1-4       |
| 2012-13  | Champions League | gironi di qualificazione | Gintra       | 3-2       | 3-2       | 3-2       |
| 2012-13  | Champions League | gironi di qualificazione | Zurigo       | 0-4       | 0-4       | 0-4       |
| 2012-13  | Champions League | gironi di qualificazione | Pomurje      | 2-4       | 2-4       | 2-4       |